# Divisiones Regionales de la Región de Murcia 2004-05
Las divisiones regionales de fútbol son las categorías de competición futbolística de más bajo nivel en España, en las que participan deportistas amateur, no profesionales. En la Región de Murcia su administración corre a cargo de las Real Federación de Fútbol de la Región de Murcia. Inmediatamente por encima de estas categorías estaba la Tercera División española.
En la temporada 2004-2005 las divisiones regionales se dividen en Territorial Preferente y Primera Territorial. Los tres primeros clasificados de Territorial Preferente ascendieron directamente al grupo XIII de Tercera División, aunque hubo dos ascensos más por compensación de plazas.

## Territorial Prefente

### Clasificación
|  |     | Equipos de fútbol         | PJ | Pts | J  | G  | E  | GF | GC | Dif |
|  | --- | ------------------------- | -- | --- | -- | -- | -- | -- | -- | --- |
|  | 1.  | EMD Lorquí                | 40 | 88  | 26 | 10 | 4  | 79 | 31 | +48 |
|  | 2.  | CD Dolores                | 40 | 83  | 25 | 8  | 7  | 79 | 43 | +36 |
|  | 3.  | CF Ciudad de Murcia B     | 40 | 82  | 25 | 7  | 8  | 83 | 35 | +48 |
|  | 4.  | Moratalla CF              | 40 | 74  | 23 | 5  | 12 | 74 | 45 | +29 |
|  | 5.  | Muleño CF                 | 40 | 71  | 22 | 5  | 13 | 89 | 50 | +39 |
|  | 6.  | Olímpico de Totana        | 40 | 69  | 21 | 6  | 13 | 78 | 61 | +17 |
|  | 7.  | AD Ceutí Atlético         | 40 | 68  | 19 | 11 | 10 | 61 | 47 | +14 |
|  | 8.  | Cartagena FC              | 40 | 67  | 18 | 13 | 9  | 72 | 43 | +29 |
|  | 9.  | CD Pozo Estrecho          | 40 | 64  | 18 | 10 | 12 | 63 | 42 | +21 |
|  | 10. | Deportiva Minera          | 40 | 63  | 19 | 6  | 15 | 56 | 59 | -3  |
|  | 11. | EF Zeneta                 | 40 | 62  | 17 | 11 | 12 | 64 | 45 | +19 |
|  | 12. | EF San Ginés              | 40 | 48  | 15 | 3  | 22 | 61 | 79 | -18 |
|  | 13. | Nueva Vanguardia CF       | 40 | 48  | 13 | 9  | 18 | 62 | 68 | -6  |
|  | 14. | AD Cehegín Atlético       | 40 | 47  | 13 | 8  | 19 | 55 | 72 | -17 |
|  | 15. | CD Alquerías              | 40 | 43  | 10 | 13 | 17 | 43 | 47 | -4  |
|  | 16. | Club Edeco Fortuna        | 40 | 43  | 12 | 7  | 21 | 48 | 67 | -19 |
|  | 17. | CD Beniel                 | 40 | 42  | 12 | 6  | 22 | 48 | 81 | -33 |
|  | 18. | CD Plus Ultra             | 40 | 36  | 9  | 9  | 22 | 40 | 83 | -43 |
|  | 19. | CD Lumbreras              | 40 | 26  | 6  | 11 | 23 | 38 | 93 | -55 |
|  | 20. | ED Javalí Viejo - La Ñora | 40 | 25  | 6  | 7  | 27 | 32 | 84 | -52 |
|  | 20. | EF Torre Pacheco          | 40 | 24  | 7  | 3  | 30 | 40 | 93 | -53 |

Pts = Puntos; PJ = Partidos Jugados; G = Partidos Ganados; E = Partidos Empatados; P = Partidos Perdidos; GF = Goles Anotados; GC = Goles Recibidos; Dif = Diferencia de gol
|  | Asciende a Tercera División     |
|  | Desciende a Primera Territorial |

## Primera Territorial

### Grupo I

#### Clasificación
|  |     | Equipos de fútbol   | PJ | Pts | G  | E | P  | GF | GC  | Dif |
|  | --- | ------------------- | -- | --- | -- | - | -- | -- | --- | --- |
|  | 1.  | Yeclano Deportivo   | 24 | 60  | 19 | 3 | 2  | 88 | 18  | +70 |
|  | 2.  | CF Base Abarán      | 24 | 55  | 17 | 4 | 3  | 63 | 18  | +45 |
|  | 3.  | Bullas CF           | 24 | 53  | 16 | 5 | 3  | 55 | 20  | +35 |
|  | 4.  | CD Los Garres       | 24 | 52  | 17 | 1 | 6  | 75 | 26  | +49 |
|  | 5.  | Orihuela CF B       | 24 | 44  | 13 | 5 | 6  | 64 | 28  | +36 |
|  | 6.  | Blanca CF           | 24 | 38  | 11 | 5 | 8  | 46 | 32  | +14 |
|  | 7.  | Ciudad de Cieza CF  | 24 | 34  | 11 | 1 | 12 | 60 | 49  | +11 |
|  | 8.  | AD Archena Atlético | 24 | 30  | 9  | 3 | 12 | 42 | 46  | -4  |
|  | 9.  | Algezares CF        | 24 | 30  | 10 | 0 | 14 | 41 | 55  | -14 |
|  | 10. | Isso CF             | 24 | 23  | 6  | 5 | 13 | 29 | 62  | -33 |
|  | 11. | AD Ceutí Atlético B | 24 | 13  | 3  | 4 | 17 | 34 | 68  | -34 |
|  | 12. | FC El Raal          | 24 | 11  | 3  | 2 | 19 | 18 | 61  | -43 |
|  | 13. | EFF Atlético Murcia | 13 | 6   | 1  | 3 | 9  | 11 | 50  | -39 |
|  | 14. | Deportivo América   | 13 | 1   | 0  | 1 | 12 | 12 | 105 | -93 |

Pts = Puntos; PJ = Partidos Jugados; G = Partidos Ganados; E = Partidos Empatados; P = Partidos Perdidos; GF = Goles Anotados; GC = Goles Recibidos; Dif = Diferencia de gol
|  | Asciende a Territorial Preferente |

### Grupo II

#### Clasificación
|  |     | Equipos de fútbol        | PJ | Pts | G  | E  | P  | GF | GC  | Dif  |
|  | --- | ------------------------ | -- | --- | -- | -- | -- | -- | --- | ---- |
|  | 1.  | UD Paretón               | 24 | 54  | 16 | 6  | 2  | 49 | 20  | +29  |
|  | 2.  | AD Vistalegre            | 24 | 49  | 15 | 4  | 5  | 67 | 30  | +37  |
|  | 3.  | Pinatar Club de Fútbol B | 24 | 49  | 15 | 4  | 5  | 50 | 16  | +34  |
|  | 4.  | ADR Mazarrón             | 24 | 46  | 13 | 7  | 4  | 36 | 8   | +28  |
|  | 5.  | La Hoya Deportiva CF     | 24 | 39  | 11 | 6  | 7  | 50 | 31  | +19  |
|  | 6.  | AD Guadalupe             | 24 | 37  | 9  | 10 | 5  | 49 | 27  | +22  |
|  | 7.  | CD Dolores de Pacheco    | 24 | 36  | 11 | 3  | 10 | 40 | 28  | +12  |
|  | 8.  | Alhama CF                | 24 | 31  | 8  | 7  | 9  | 51 | 33  | +18  |
|  | 9.  | Roldán AD                | 24 | 30  | 8  | 6  | 10 | 39 | 37  | +2   |
|  | 10. | Atlético Pulpileño       | 24 | 25  | 6  | 7  | 11 | 36 | 43  | -7   |
|  | 11. | CF Almendricos           | 24 | 17  | 4  | 5  | 15 | 22 | 62  | -40  |
|  | 12. | Racing Murcia - Molina   | 24 | 16  | 4  | 4  | 16 | 27 | 66  | -39  |
|  | 13. | UD Infante               | 24 | 4   | 1  | 1  | 22 | 14 | 129 | -115 |

Pts = Puntos; PJ = Partidos Jugados; G = Partidos Ganados; E = Partidos Empatados; P = Partidos Perdidos; GF = Goles Anotados; GC = Goles Recibidos; Dif = Diferencia de gol
|  | Asciende a Territorial Preferente |